# Hans Weichbrodt
Hans Weichbrodt (* 4. září 1968) je duchovním Švédské církve (luterské) a představitelem charismatického hnutí v této církvi, které pracuje pod názvem Oasrörelsen (Hnutí Oáza).
Zabývá se eschatologií.